# Songs for Silverman

Songs for Silverman est un album de Ben Folds sorti le 11 avril 2005 (Sony Music).

## Pistes
1. Bastard – 5:23
2. You to Thank – 3:36
3. Jesusland – 4:30
4. Landed – 4:28
5. Gracie – 2:40
6. Trusted – 4:08
7. Give Judy My Notice – 3:37
8. Late – 3:58 (en hommage à Elliott Smith)
9. Sentimental Guy – 3:03
10. Time – 4:30
11. Prison Food – 4:15
12. Bitches Ain't Shit – 3:54
13. Side of the Road (bonus track version japonaise) – 2:58